# Thomas Arundel

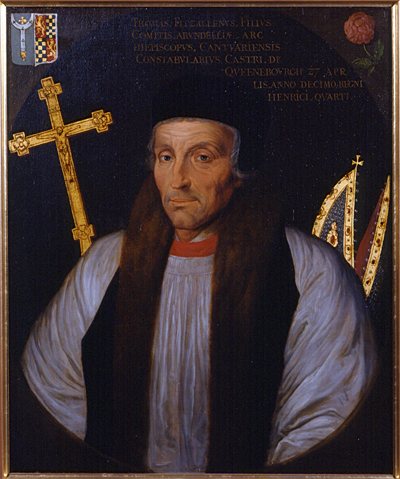
Erzbischof Arundel

Thomas Arundel (auch Thomas FitzAlan) (* 1353; † 19. Februar 1414) war Bischof von Ely, Erzbischof von York und Canterbury sowie mehrmals Lordkanzler von England unter den Königen Richard II. und Heinrich IV.

## Frühe Jahre
Thomas Arundel war Sohn von Richard FitzAlan, 10. Earl of Arundel und seiner Frau Eleanor und Bruder von Richard FitzAlan, 11. Earl of Arundel und John Arundel.
Für ihn als jüngsten von drei Brüdern war eine kirchliche Karriere vorgesehen. Sein Vater war eine Zeitlang Gesandter bei der päpstlichen Kurie und konnte sich deshalb auch gut für seinen Sohn verwenden. So kam es, dass er mit gerade erst 20 Jahren, am 9. April 1373 zum Bischof von Ely geweiht wurde.

## Beginn der politischen Karriere
Seine Karriere wurde vom Vater beeinflusst und nach dem Tod des Vaters im Januar 1376 gelangte er mehr unter den Einfluss seines Bruders Richard. Richard war ein ausgesprochener Kritiker von Richard II. (England). Er gehörte zu den Lords Appellant die 1386 gegenüber dem König erweiterte Rechte für das Parlament durchsetzten. Im Zuge dieser Auseinandersetzung verlor der bisherige Lordkanzler Michael de la Pole, 1. Earl of Suffolk, sein Amt an den Bischof von Ely, Thomas Arundel. Seine erste Amtszeit sollte drei Jahre dauern. Er wurde in dieser Zeit ein Vermittler zwischen dem König und dem Parlament. 1388 wurde er zum Erzbischof von York ernannt.
1389 gewann Richard II. wieder die Kontrolle über die Regierung und Erzbischof Arundel verlor am 4. Mai sein Amt als Lordkanzler. Während sein Bruder in der folgenden Zeit zunehmend isoliert wurde, konnte er sein Ansehen beim König soweit wieder steigern, dass er am 27. September 1391 wieder das Amt des Lordkanzlers übernahm. 1396 wurde er Erzbischof von Canterbury und trat am 15. November von seinem Amt als Lordkanzler zurück.

## Absetzung als Bischof und Exil
Im Zuge der Anklage gegen seinen Bruder wurde er als Erzbischof abgesetzt und mit päpstlicher Hilfe zum Bischof von St. Andrews ernannt. Er ging darauf ins Exil, um seinen Fall beim Papst in Rom vorzutragen. Von Rom reiste er über Florenz, Köln und Utrecht nach Paris. Dort traf er Henry Bolingbroke, mit dem er im Juli 1399 nach England zurückkehrte. Er vermittelte zwischen Richard II. und Henry Bolingbroke und wurde im Zeitraum vom 23. August 1399 bis 3. September 1399 wieder Lordkanzler. Den Posten des Erzbischofes von Canterbury erhielt er auch wieder.

## Unter Heinrich IV.
Mit der Krönung von Heinrich IV. zog er sich etwas aus der Politik zurück. Die Beziehung zwischen den beiden kühlte sich ab. 1405 kamen zuerst Gerüchte auf, dass er an einer Verschwörung gegen den König beteiligt ist. Die Zweifel an seiner Loyalität konnte er nur durch einen öffentlichen Kniefall vor dem König zerstreuen. Kurz danach wurde sein Freund, der Erzbischof von York, Richard le Scrope einer Verschwörung angeklagt und trotz seiner Bemühungen hingerichtet. Doch markierte dieses Ereignis auch einen Wendepunkt in der Beziehung zwischen Arundel und dem König. Die Exkommunizierung des Königs durch den Papst nach diesem Vorfall beachtete er nicht.
Er war jetzt wieder zum Berater des Königs geworden und wurde am 30. Januar 1407 zum Lordkanzler ernannt. In dieser Amtszeit war der König schon geschwächt von einer mysteriösen Krankheit, die eine Strafe Gottes für die Hinrichtung des Erzbischofs von York sein sollte. Im Jahre 1409 war er so geschwächt, dass sich sein Sohn Heinrich zusammen mit der Familie Beaufort im Parlament durchsetzen konnte und Thomas Arundel sein Amt als Lordkanzler wieder verlor. Ende 1411 konnte der König seine Autorität wieder festigen und Arundel als Lordkanzler am 5. Januar 1412 erneut berufen. Mit dem Tode von Heinrich IV. am 21. März 1413 verlor er diesen Posten endgültig.

## Kampf gegen die Lollarden
Im Jahre 1382 wurden auf den Synoden in London und Oxford die Schriften von John Wyclif als ketzerisch verurteilt. Wyclif blieb aber bis zu seinem Tod unbehelligt, aus Furcht vor einem Volksaufstand. Die Verfolgung der Lollarden begann aber erst später. König Heinrich IV. erließ zwar schon 1401 das Statut De combrende heretico, die systematische Verfolgung begann allerdings erst später. Bei dem Prozess gegen John Badby 1410 führte Thomas Arundel den Vorsitz. 1413 eröffnete er das Verfahren gegen John Oldcastle. Er wurde der Häresie für schuldig befunden und zum Tode verurteilt. Das Urteil wurde aber nicht vollstreckt, da er fliehen konnte.

## Tod
Er starb am 19. Februar 1414 nach einem Schlaganfall. Er wurde in der Kathedrale von Canterbury begraben. Sein Grab und auch die Kapelle wurden 1540 durch den Erzbischof Thomas Cranmer zerstört.